# Opel Grandland
Opel Grandland X – samochód osobowy typu SUV klasy kompaktowej, a następnie klasy średniej produkowany pod niemiecką marką Opel w latach 2017–2021 oraz jako Opel Grandland od 2021 roku. Od 2024 roku produkowana jest druga generacja modelu.

## Pierwsza generacja

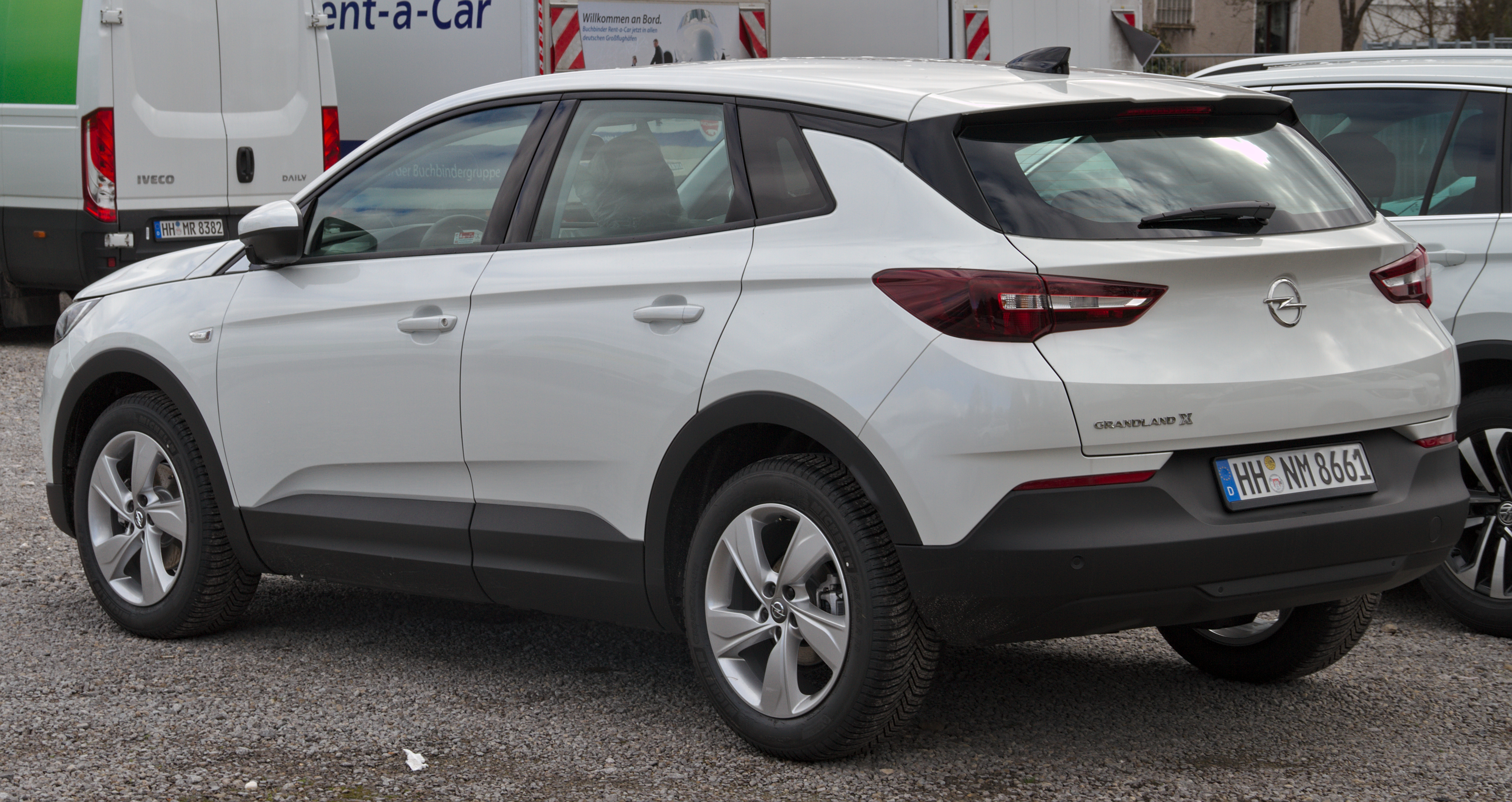
Opel Grandland X – tył

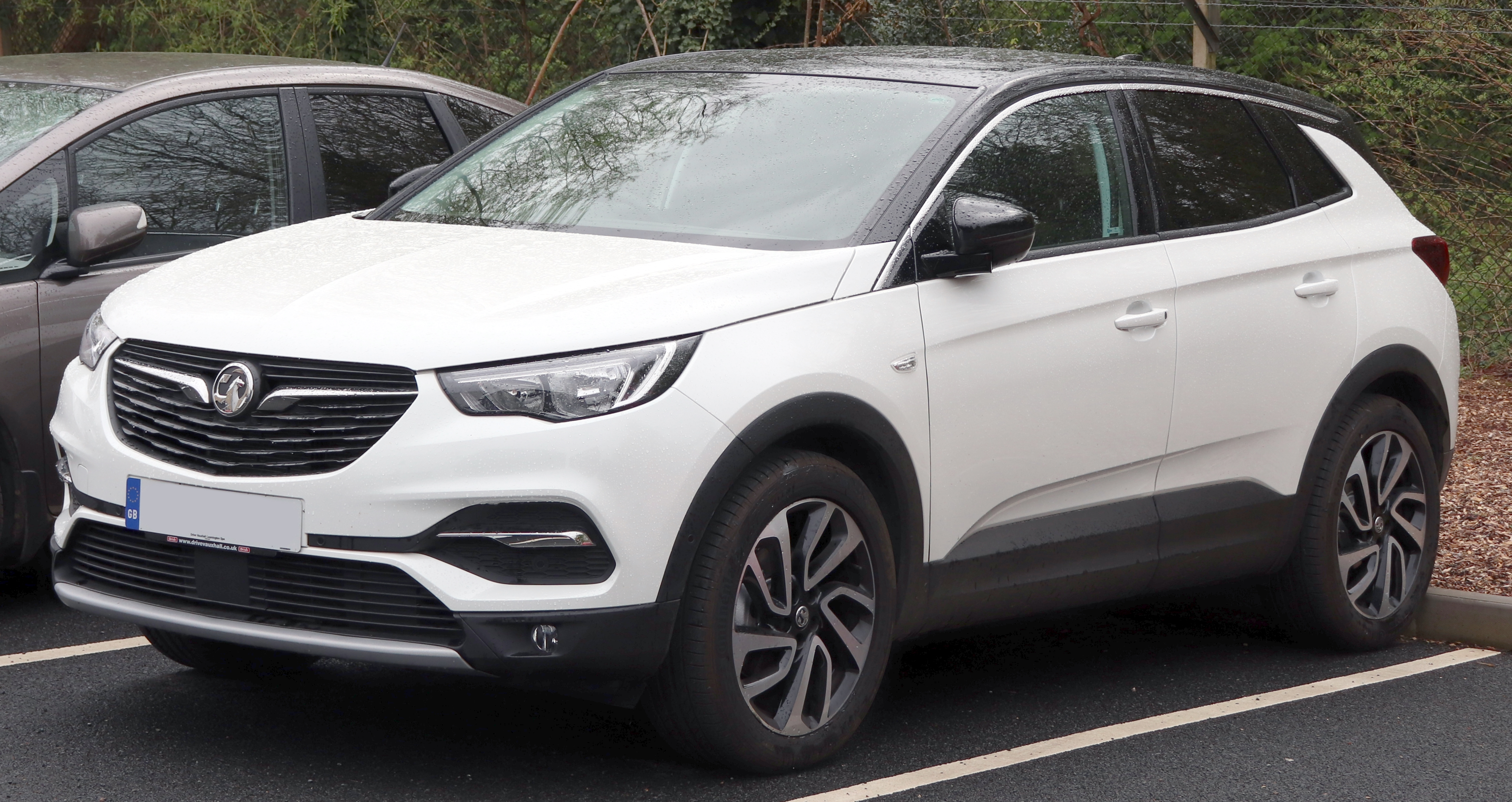
brytyjski Vauxhall Grandland X Elite

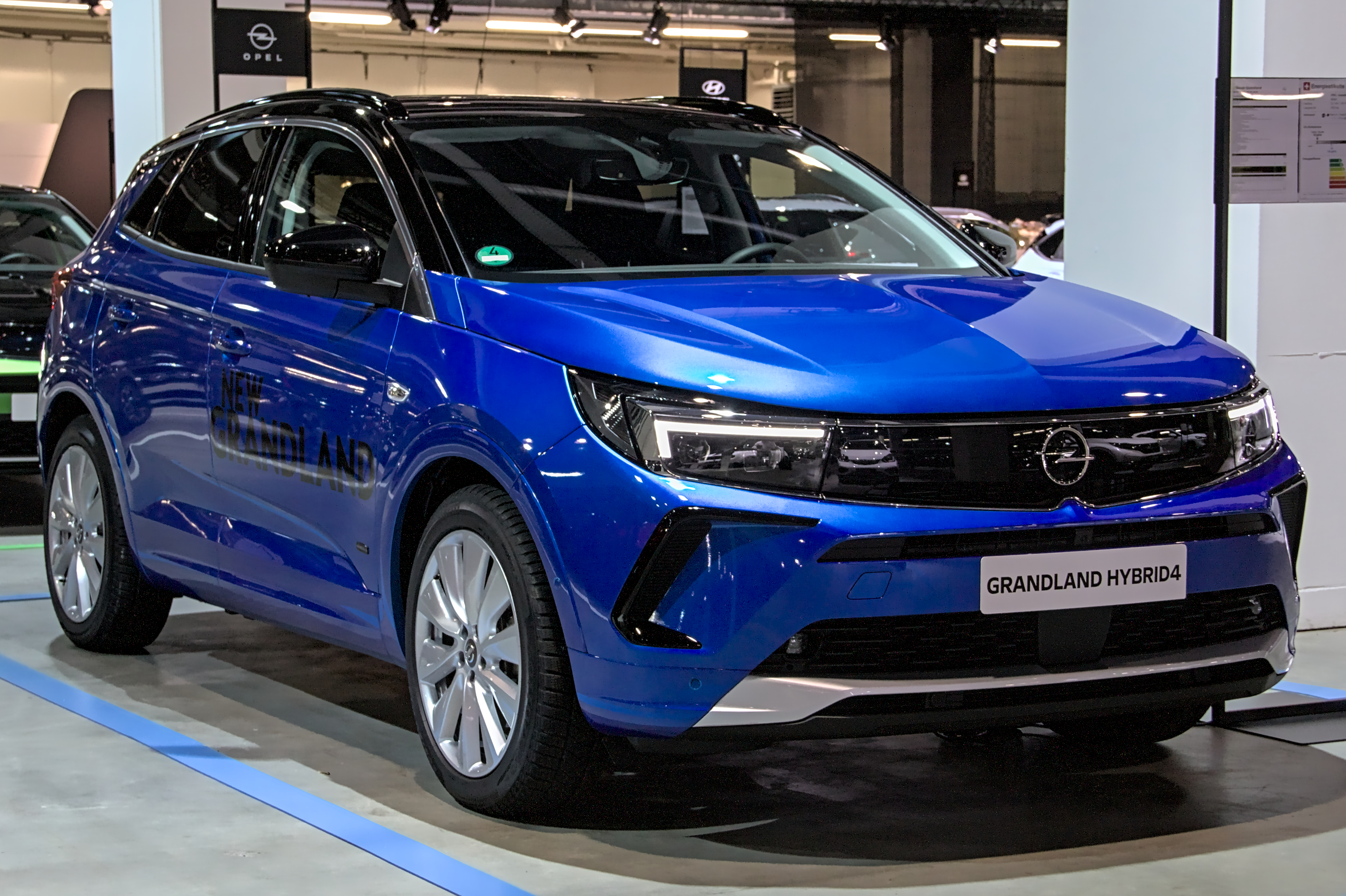
Opel Grandland po liftingu

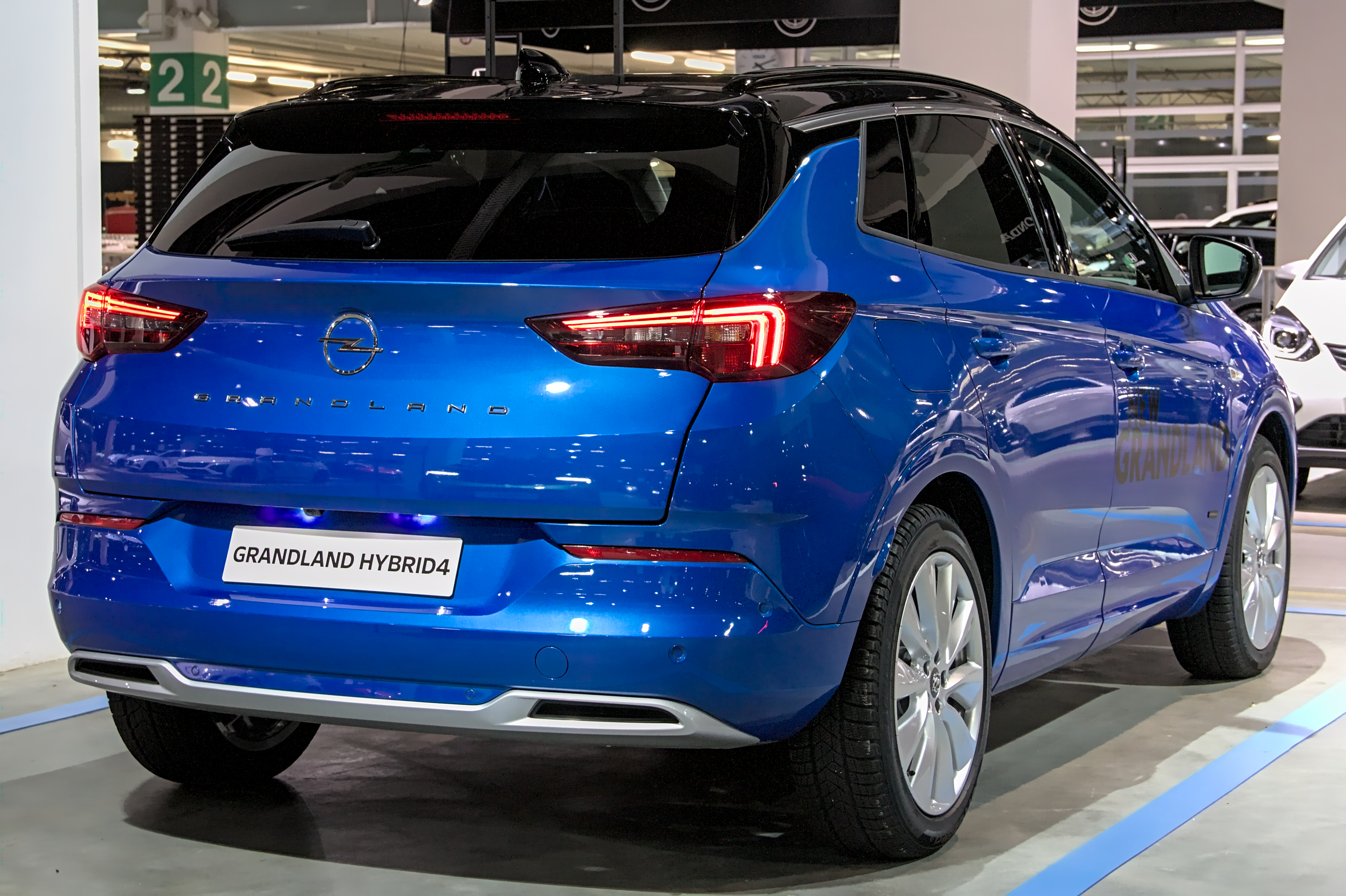
Opel Grandland – tył po liftingu

Opel Grandland X został zaprezentowany po raz pierwszy w 2017 roku.

### Początki
W marcu 2015 roku pojawiły się informacje, iż General Motors zawierając sojusz z francuskim Groupe PSA planuje opracować wspólnie nowe modele samochodów. Poza segmentem miejskich crossoverów Opel także w silnie rozwijającej się kategorii kompaktowych crossoverów postanowił przedstawić swojego reprezentanta skonstruowanego razem z francuskim koncernem docelowo mającego zastąpić model Zafira. Po miesiącach spekulacji jesienią 2016 roku producent oficjalnie potwierdził nazwę samochodu i wstępne informację na jego temat. Grandland X był trzecim, po zmodernizowanej Mokce X i Crosslandzie X, modelem, który utworzył nową gamę crossoverów niemieckiego producenta z sufiksem X. Docelowo pojazd zastąpił SUV-a Antara i Zafirę, która jednak powodu równolegle przeprowadzanego liftingu przez kolejne dwa lata oferowana była równolegle z Grandlandem X.

### Premiera
Pierwsze informacje na temat Opla Grandlad X przedstawiono w kwietniu 2017 roku. Samochód powstał jako bliźniacza konstrukcja wobec Peugeota 3008, wyróżniając się obłą, masywną sylwetką z agresywnie stylizowanymi reflektorami i dużą atrapą chłodnicy. Projekt deski rozdzielczej z charakterystycznym układem konsoli centralnej w kształcie litery U wzorowany był z kolei na kompaktowym modelu Astra. Polska premiera Opla Grandland X odbyła się 19 lipca 2017 roku, z kolei światowa prezentacja modelu odbyła się Salonie we Frankfurcie we wrześniu 2017 roku.

### Grandland X Hybrid4
Pod koniec 2019 roku debiutowała hybrydowa odmiana pojazdu o nazwie „Hybrid4”. Przednią oś napędza silnik 1,6 PureTech o mocy 200 KM i elektryczny o mocy 100 KM, natomiast tylną silnik elektryczny o mocy 113 KM. Łączna moc układu to 300 KM. Jest ot hybryda typu plug-in, czyli z funkcją ładowania z gniazdka, a także z możliwością jazdy w trybie w pełni elektrycznym. Auto posiada akumulator litowo-jonowy o pojemności 13,2 kWh. Ładowanie ma trwać od ok. 7 godzin (na zwykłym gniazdku) do 1 godz. 40 min na domowej ładowarce naściennej o mocy 7,4 kW. Według obecnie obowiązującej normy testowej WLTP Grandland X Hybrid4 ma przejeżdżać 59 km.

### Lifting
W czerwcu 2021 roku Opel przedstawił model po rozległej modernizacji, która podobnie jak w przypadku mniejszego Crosslanda przyniosła nowy pas przedni Opel Vizor z wąską, czarną atrapą chłodnicy i przeprojektowanymi reflektorami z diodami LED w kształcie bumerangu. Zgodnie z nową polityką nazewniczą, samochód zyskał nową, krótszą nazwę Opel Grandland, z zaplanowanym początkiem sprzedaży na jesień 2021 roku.
Zmiany wizualne objęły także przedni i tylny zderzak, a także nowy, szeroko rozstawiony napis z nazwą modelu na klapie bagażnika w czcionce przedstawionej rok wcześniej przy okazji drugiej generacji Mokki.
Ostatnim obszarem, gdzie producent zastosował obszerne zmiany, jest zupełnie nowy projekt deski rozdzielczej nawiązujący do drugiej generacji Mokki z szeroko rozstawionym pasem dwóch wyświetlaczy Pure Panel. Tworzy je ekran zegarów o przekątnej 12 cali oraz ekran systemu multimedialnego o przekątnej 10 cali. Niżej znalazł się wąski pas nawiewów.

### Wersje wyposażenia[16]
- Edition
- Edition Business
- Design & Tech
- Elegance
- Elegance Business
- Ultimate

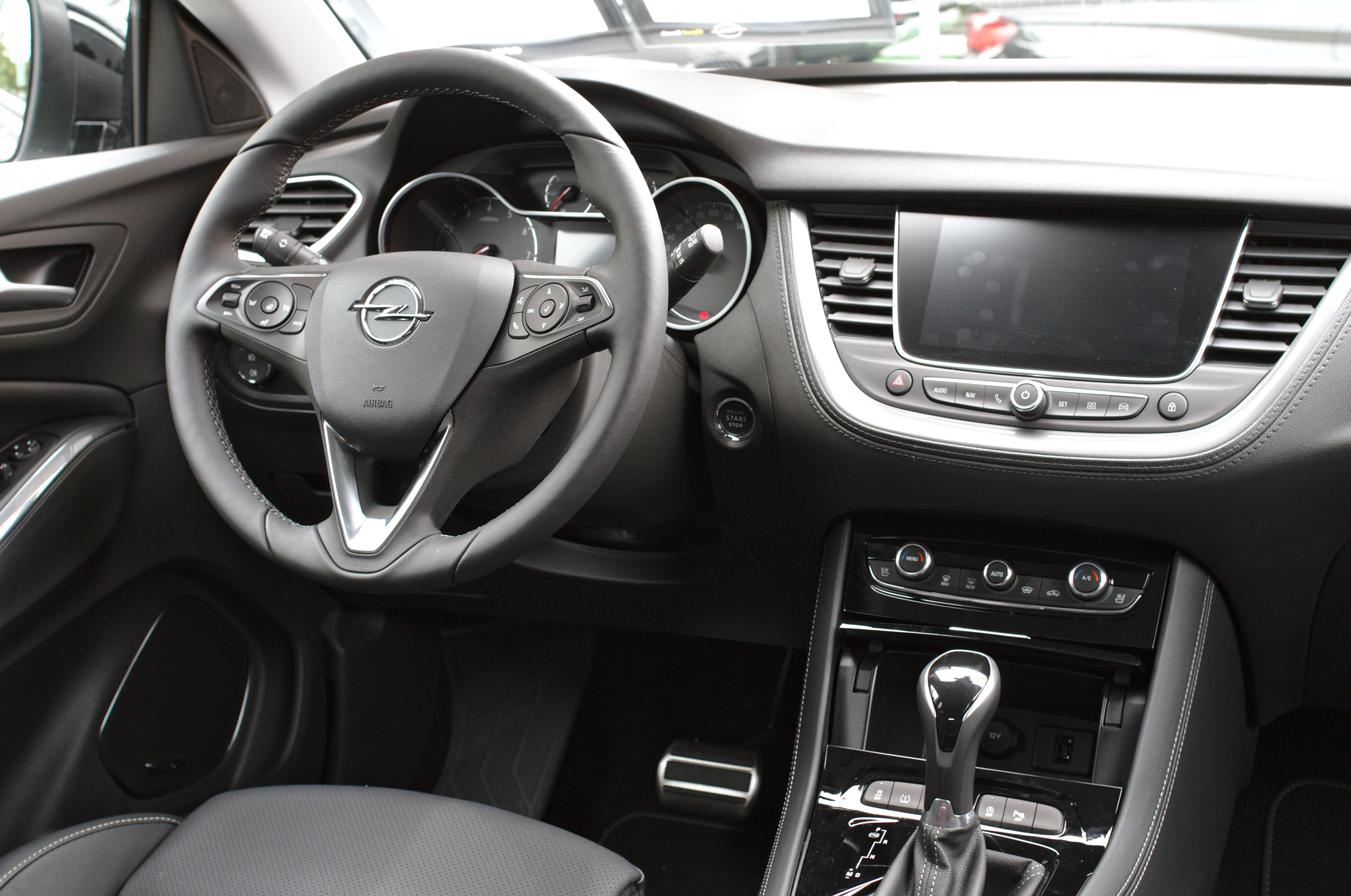
Opel Grandland X – kokpit

W zależności od wersji wyposażeniowej pojazdu, samochód wyposażone mógł być m.in. w system ABS, ESP, ASR, EDS, MSR, klimatyzację, elektryczne sterowanie szyb, elektryczne sterowanie lusterek, czujnik zmierzchu, czujnik deszczu, system Front Assist z funkcją awaryjnego hamowania, system Lane Assist, system wykrywania zmęczenia kierowcy, 7 poduszek powietrznych, a także światła do jazdy dziennej i tylne wykonane w technologii LED oraz wykonane w tej samej technologii światła mijania i drogowe, system multimedialny ekranem dotykowym oraz 8-głośnikami, elektrycznie sterowane fotele przednie(w tym fotele AGR), system kamer 360 stopni monitorujących otoczenie pojazdu, a także system bezkluczykowy i otwierania bagażnika bezdotykowo, nawigacji satelitarnej oraz adaptacyjny tempomat.

### Silniki
| Silnik                | Pojemność skokowa [cm³] | Typ silnika        | Moc maksymalna [KM] przy obr./min  | Maks. moment obrotowy [Nm] przy obr./min | Przyspieszenie 0–100 km/h [s] | Prędkość maks. [km/h] |                    |                    |                    |
| Silniki benzynowe:    | Silniki benzynowe:      | Silniki benzynowe: | Silniki benzynowe:                 | Silniki benzynowe:                       | Silniki benzynowe:            | Silniki benzynowe:    | Silniki benzynowe: | Silniki benzynowe: | Silniki benzynowe: |
| --------------------- | ----------------------- | ------------------ | ---------------------------------- | ---------------------------------------- | ----------------------------- | --------------------- | ------------------ | ------------------ | ------------------ |
| 1.2 Turbo             | 1199 cm³                | R3                 | 130 KM (96 kW) przy 5550 obr./min  | 230 Nm przy 1750 obr./min                | 11,1                          | 188 km/h              |                    |                    |                    |
| 1.6 Turbo             | 1598 cm³                | R4                 | 180 KM (133 kW) przy 5500 obr./min | 230 Nm przy 1750 obr./min                | 8,0                           | 222 km/h              |                    |                    |                    |
| Silniki wysokoprężne: |                         |                    |                                    |                                          |                               |                       |                    |                    |                    |
| 1.5 Diesel            | 1499 cm³                | R4                 | 130 KM (96 kW) przy 3750 obr./min  | 300 Nm przy 1750 obr./min                | 10,9                          | 192 km/h              |                    |                    |                    |
| 2.0 Diesel            | 1997 cm³                | R4                 | 177 KM (130 kW) przy 3750 obr./min | 400 Nm przy 2000 obr./min                | 9,1                           | 214 km/h              |                    |                    |                    |
| Silniki hybrydowe:    |                         |                    |                                    |                                          |                               |                       |                    |                    |                    |
| 1.6 Hybrid            | 1598 cm³                | R4                 | 224 KM (165 kW) przy 6000 obr./min | 360 Nm przy 3000 obr./min                | 8,9                           | 225 km/h              |                    |                    |                    |
| 1.6 Hybrid4           | 1598 cm³                | R4                 | 300 KM (221 kW) przy 5500 obr./min | 450 Nm przy 1650 obr./min                | 7,0                           | 220 km/h              |                    |                    |                    |

## Druga generacja

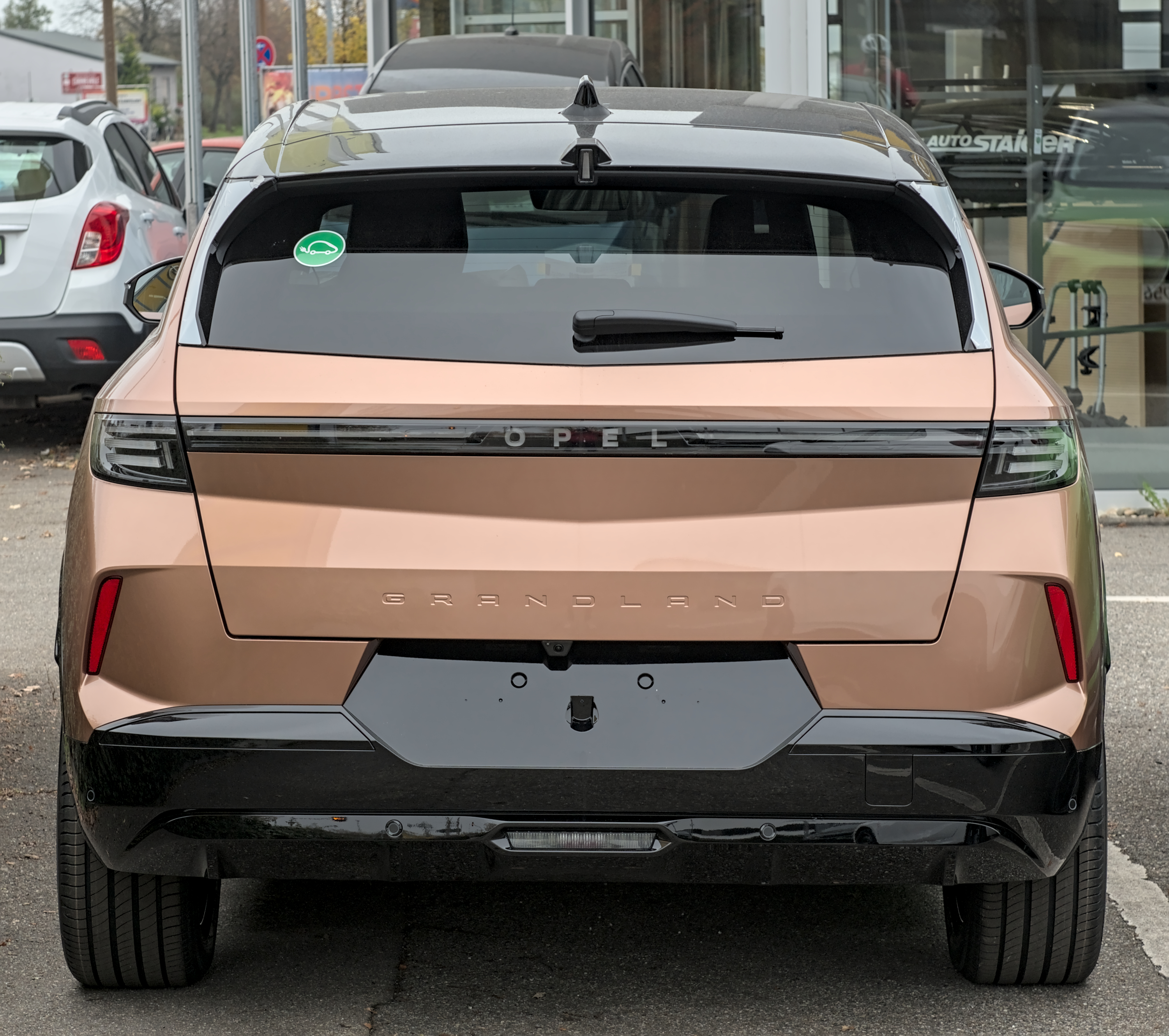
Opel Grandland II – tył

Opel Grandland II został oficjalnie zaprezentowany w 2024 roku.
Grandland drugiej generacji stał się zarazem jest trzecim pojazdem opartym na platformie STLA Medium koncernu Stellantis.
Samochód ten nawiązuje do zaprezentowanego w 2023 na targach IAA Mobility Show konceptu Opel Experimental. Auto posiada podświetlany przód wraz ze świecącym sie logiem marki w stylu „Blitz”. Producent zastosował system Intelli-Lux Pixel Matrix HD, który posiada ponad 50 000 pojedynczych elementów. Samochód jest dłuższy o 173 mm, wyższy o 19 mm i szerszy o 64 mm w porównaniu do swojego poprzednika.
We wnętrzu użyto materiałów w 100% nadających się do recyklingu na tkaninę i tapicerkę. Na przednich siedzeniach znajduje się centralny ekran dotykowy o przekątnej 16 cali, mały, w pełni cyfrowy zestaw wskaźników, wyświetlacz przezierny Intelli-HUD, funkcja Intelli-Seat z certyfikatem „Aktion Gesunder Rücken e. V.” oraz tryb Pure Mode, który redukuje zawartość na trzech wyświetlaczach, aby wyeliminować rozpraszanie uwagi w określonych warunkach jazdy.
Niemiecki producent wprowadził do spredaży wersje Grandland Plug-in Hybrid z zasięgiem do 85 kilometrów oraz Grandland Hybrid z technologią 48 V.

### Grandland Electric
Po raz pierwszy w historii modelu do sprzedaży trafił także wariant elektryczny o zasięgu około 700 km i z akumulatorem o pojemności 98 kWh. Na publicznej stacji szybkiego ładowania akumulator można naładować do 80% w 26 minut.